# Olympiaschanze
L'Olympiaschanze (letteralmente, in tedesco: "trampolino olimpico") era un trampolino situato a Sankt Moritz, in Svizzera. In disuso dal 2006, nel 2014 è stato smantellato per fare posto ad un trampolino più grande.

## Storia
Inaugurato nel 1926 in sostituzione del vecchio Julierschanze risalente al 1905, l'impianto ha ospitato le gare di salto con gli sci e di combinata nordica dei II e dei V Giochi olimpici invernali, nel 1928 e nel 1948, oltre a numerose tappe della Coppa del Mondo di combinata nordica e della Coppa del Mondo di salto con gli sci.

## Caratteristiche
Il trampolino ha un punto K 95 (trampolino normale HS 100); il primato di distanza, 105,5 m, è stato stabilito dall'austriaco Thomas Thurnbichler nel 2004. Chiuso l'HS 100 nel 2006, sono ancora operativi i salti HS 65 e HS 33.